# Metropolia di Kaluga
La metropolia di Kaluga (in russo Калужская митрополия?) è una delle province ecclesiastiche che costituiscono la Chiesa ortodossa russa.
Istituita dal Santo Sinodo il 2 ottobre 2013, comprende l'intera oblast' di Kaluga nel circondario federale centrale.
È costituita da tre eparchie:
- Eparchia di Kaluga
- Eparchia di Kozel'sk
- Eparchia di Pesočnja

Sede della metropolia è la città di Kaluga, il cui vescovo ha il titolo di "Metropolita di Kaluga e di Borovsk".